# Cadulus podagrinus
Cadulus podagrinus är en blötdjursart som beskrevs av Henderson 1920. Cadulus podagrinus ingår i släktet Cadulus och familjen Gadilidae. Inga underarter finns listade i Catalogue of Life.